# Siberia (série télévisée)
Pour les articles homonymes, voir Siberia.
Siberia est une série télévisée américaine d'aventures de type fausse-téléréalité de compétition en onze épisodes de 45 minutes créée par Matthew Arnold (en) diffusée entre le 1er juillet 2013 et le 16 septembre 2013 sur le réseau NBC.
En France, la série est diffusée depuis le 7 avril 2014 sur MCMet en Belgique à partir du 4 janvier 2016 sur Plug RTL,  mais reste inédite dans les autres pays francophones.

## Synopsis
Un groupe de candidats atterrit en Sibérie pour y participer à un jeu télévisé. L'objectif pour chacun est de tenir jusqu'à la fin de l'hiver, et tous les participants restant à la fin se partagent 500 000 dollars. Mais des événements étranges surgissent rapidement, et il ne s'agit plus d'un jeu, mais bel et bien de survivre aux menaces qui se cachent dans ce coin reculé de Sibérie, près de Toungouska.

## Distribution
| Acteur              | V.F.               | Rôle dans la série     | Rôle dans la série        | Rôle dans la série                     |
| Acteur              | V.F.               | Candidat               | Profession                | Origine                                |
| ------------------- | ------------------ | ---------------------- | ------------------------- | -------------------------------------- |
| Joyce Giraud        | Emmanuelle Rivière | Carolina               | Barmaid                   | Bogota, Colombie                       |
| Johnny Wactor       | Glen Hervé         | Johnny                 | Torero                    | Jedburg, États-Unis                    |
| Esther Anderson     |                    | Esther                 | Mannequin                 | Melbourne, Australie                   |
| Miljan Milosevic    | Laurent Larcher    | Miljan                 | DJ                        | Podgorica, Monténégro                  |
| Daniel Sutton       | Hervé Grull        | Daniel                 | Informaticien             | Royalton (Minnesota), États-Unis       |
| Neeko O.J. Skervin  | Namakan Koné       | Neeko                  | Rugbyman                  | Londres, Royaume-Uni                   |
| Irene Szuchun Yee   |                    | Irene                  | Designer                  | Taipei, Taïwan                         |
| Sam Dobbins         |                    | Sam                    | Videur dans un night-club | Brooklyn (New York), États-Unis        |
| Sabina Akhmedova    | Anne Tilloy        | Sabina                 | Vétéran                   | Haïfa, Israël                          |
| Anne-Marie Mueschke | Alice Taurand      | Annie                  | Graphiste                 | La Nouvelle-Orléans, États-Unis        |
| Natalie Scheetz     |                    | Natalie                | Assistante vétérinaire    | Santa Barbara (Californie), États-Unis |
| Victoria Hill       |                    | Victoria               | Caissière                 | Winnipeg, Canada                       |
| George Dickson      |                    | George                 | Comptable                 | Louisville, (Kentucky) États-Unis      |
| Tommy Mountain      |                    | Tommy                  | Militant écologiste       | Boston (Massachusetts), États-Unis     |
| Berglind Icey       |                    | Berglind               | Journaliste               | Reykjavik, Islande                     |
| Harpreet Turka      |                    | Harpreet               | Étudiant                  | Washington, DC, États-Unis             |
| Jonathon Buckley    |                    | Jonathon, présentateur | Jonathon, présentateur    | Jonathon, présentateur                 |

## Fiche technique
- Producteurs exécutifs : Michael Ohoven, Chris Philip, Slava Jakovleff et Doug McCallie.
- Société de production : Sierra/Engine Television, Infinity Films et Welldone Productions[4]
- Lieux de tournage : Parc provincial de Birds Hill, au nord-est de Winnipeg au Canada.

## Épisodes
| N° | Titre                    | Réalisation                                     | Scénario                       | Diffusion originale | Audiences US (en millions) |
| -- | ------------------------ | ----------------------------------------------- | ------------------------------ | ------------------- | -------------------------- |
| 1  | Pilot                    | Matthew Arnold                                  | Matthew Arnold                 | 1er juillet 2013    | 3.07                       |
| 2  | A Question of Reality    | Matthew Arnold                                  | Travis Rooks                   | 8 juillet 2013      | 2.60                       |
| 3  | Lyin' and Tiger and Bare | Matthew Arnold                                  | Odin Shafer et Andrew Adair    | 15 juillet 2013     | 2.36                       |
| 4  | Fire in the Sky          | Matthew Arnold                                  | Dorian Hess                    | 29 juillet 2013     | 1.93                       |
| 5  | What She Said            | Matthew Arnold                                  | David Paster                   | 5 août 2013         | 1.80                       |
| 6  | Out of the Frying Pan    | Matthew Arnold                                  | Matthew Arnold et Odin Shafer  | 12 août 2013        | 1.86                       |
| 7  | First Snow               | Slava N. Jakovleff et Herbert James Winterstern | Matthew Arnold et Shaun Hudson | 19 août 2013        | 1.83                       |
| 8  | A Gathering Fog          | Slava N. Jakovleff et Herbert James Winterstern | Brian Rost                     | 26 août 2013        | 1.73                       |
| 9  | One by One               | Slava N. Jakovleff et Herbert James Winterstern | Matthew Arnold et Brian Rost   | 2 septembre 2013    | 1.73                       |
| 10 | Strange Bedfellows       | Slava N. Jakovleff et Herbert James Winterstern | Shaun Hudson et Andrew Adair   | 9 septembre 2013    | 1.81                       |
| 11 | ...Into the Oven         | Herbert James Winterstern et Matthew Arnold     | Travis Rooks et Matthew Arnold | 16 septembre 2013   | 1.75                       |